# Стрельниковский
Стрельниковский — посёлок Лебедянского района Липецкой области.
Входит в состав Яблоневского сельсовета.

## География
Расположен на левом берегу реки Красивая Меча. На противоположном берегу находится посёлок Бибиково.
Через посёлок проходят просёлочные дороги, в нём имеется одна улица: Заречная.

## Население
| 2010 |
| ---- |
| 0    |

Население поселка в 2009 году составляло 1 человек.